# بیمارستان شهدا (شوط)
بیمارستان شهدا با مساحت کلی ۱۵ هکتار و زیربنا ۱۴۰۰۰ مترمربع با درجه اعتبار بخشی ۲، به عنوان بیمارستان عمومی درمانی تحت پوشش دانشگاه علوم پزشکی ارومیه با ۶۰ تخت مصوب ،۳۲ تخت موجود و ۲۸ تخت فعال در شهر شوط است.
این مرکز درمانی در سال ۱۳۶۰ شمسی در شهر شوط راه اندازی و تا سال ۱۳۸۶ در ساختمان قدیم فعال بود. همزمان با ارتقا شوط به شهرستان، ساختمان جدید بیمارستان در محل جدید کلنگ زنی شد و در سال ۱۳۹۲ در دور چهارم سفرهای استانی دولت به استان آذربایجان غربی به دست وزیر جهادکشاورزی آقای صادق خلیلیان افتتاح شد و مورد بهره‌برداری رسمی قرار گرفت. این بیمارستان تنها مرکز درمانی شهرستان شوط است.

## معاونت‌ها، درمانگاه‌ها، بخش‌های درمانی و اداری و امکانات و خدمات درمانی بیمارستان
- معاونت‌ها :بیمارستان دارای دو معاونت اداری واجرایی است.
- درمانگاه‌ها :درمانگاه‌های بیمارستان شامل درمانگاه‌های تخصصی زنان و زایمان، داخلی، قلب و عروق، اطفال، جراحی عمومی و درد و بیهوشی است.
- بخش‌های درمانی :شامل بخشهای بستری :داخلی، اطفال، نوزادان، زنان و زایمان، جراحی عمومی، زایشگاه، اتفاقات و همودیالیز
- اتاق عمل: بیمارستان دارای ۲ اتاق عمل است.
- بخش‌های اداری :ریاست، امورمالی، معاونت، فناوری اطلاعات و ارتباطات، درآمد، پذیرش وترخیص، بایگانی مدارک پزشکی، دبیرخانه و دفترپرستاری
- آزمایشگاه :پاتولوژی، خون‌شناسی، بیوشیمی، سرولوژی، میکروب‌شناسی، انگل‌شناسی، تجزیه ادرار، سیتولوژی و بانک خون
- رادیولوژی :ماموگرافی، رادیولوژی و سونوگرافی
- سایر امکانات کلینیکی وپاراکلینیکی: تست ورزش، اکوکاردیوگرافی، نوارقلب، آندوسکوپی و فیزیوتراپی